# Воробйов Михайло Михайлович
Миха́йло Миха́йлович Воробйо́в (нар. 20 серпня 1967, Старе Село Сумської області) — український актор, радіоведучий, режисер телебачення і документального кіно, режисер фільму «Україна нескорена».

## Життєпис
1992 — закінчив Київський театральний інститут імені Івана Карпенка-Карого (курс професора Леоніда Олійника).
Працював актором Театру збройних сил України (1992—1994), Театру-студії «Дзвін» (1994—1995), Театру-студії «Будьмо» (1995—1998).
1997—1999 — кореспондент відділу радіопрограм для української діаспори в Сіднеї радіокомпанії CBS.
1996—1999 — режисер на телеканалі ICTV (режисер програм «Фабрика снів», «VIP», ток-шоу «Він і Вона», асистент режисера дубляжу телесеріалів «Ренегат», «Шпигунські пристрасті», «Року Божого», «Pobre Negro», «Вавилон-5»).
1999 року зняв шестисерійний відеофільм «Україна нескорена».
1999—2003 — режисер програми «СТН-спорт», «СТН-тижневик» (Телеканал «Київ»).
2000—2005 — режисер програмного департаменту телерадіокомпанії «ТЕТ».
З 2005 року знімав як режисер документальне кіно в Телерадіокомпанії «Глас».
Нагороджений дипломом п'ятого Міжнародного фестивалю православного кіно «Покров».
2013—2017 — ведучий програм «А ми до вас в ранковий час», «Від суботи до суботи» (Національне радіо «Культура»).
2019 — ведучий та ідейний натхненник концерту «Зустріч в кав'ярні», що проходив в Київському кіно-саду «Життєлюб», який є першим в Україні хабом для людей старшого віку.
2023 - звукорежисер Культурно-мистецького центру Камерної сцени ім. І. С. Козловського Київського Державного Академічного Національного театру оперети 

## Фільмографія
- 1993  — "Дума про братів неазовських" https://www.youtube.com/watch?v=TkPKLKj25dg
- 1993 — "Нічна розмова в Копенгагені" https://www.youtube.com/watch?v=cZG_lKYzeck
- 2014 — «Венеція — видиме і сокровенне»[6]
- 2014 — «Зв'язкові історії. Лютіж»[7]
- 2013 — «1020-літтю Хрещення Русі присвячується»[8]
- 2007 — «Богдан Хмельницький. Людина, що створила епоху»[9]
- 1999 — «Україна нескорена» (шестисерійний документальний фільм)
- 1998 — "Місце злочину Сандормох" https://www.youtube.com/watch?v=G1fJhcHpRD4
- 2013 — "Леонід Олійник крилач із Великих Деревичів" https://www.youtube.com/watch?v=TDiQriuIA-E
- 2014 — "Віктор Іванов. Сучасний і вічний" https://www.youtube.com/watch?v=_GdLQTLONVA
- 2019  —  "Зустріч в кав'ярні" https://www.youtube.com/watch?v=6KRbLqYc7UA
- 2020 —  "Собор кримських святих" https://www.youtube.com/watch?v=KHmIMz8MerI